# 维克托维尔
维克托维尔是美国加利福尼亚州圣贝纳迪诺县下属的一座城市。建市于1962年9月21日，面积大约为191.69 km2（74.01 sq mi）。根据2020年美国人口普查，该市有人口134,810人。
該市的南加州物流機場於1992年前為軍用機場，現為民用機場。